# يوليان غونتر-شميت
يوليان غونتر-شميت (بالألمانية: Julian Günther-Schmidt)‏ هو لاعب كرة قدم ألماني في مركز الوسط، ولد في 13 سبتمبر 1994 في بفورتسهايم في ألمانيا. لعب مع نادي آوغسبورغ.

## وصلات خارجية
- جوليان غونتر-شميت على موقع قاعدة بيانات كرة القدم.إي يو (الإنجليزية)
- جوليان غونتر-شميت على موقع Soccerway.com (الإنجليزية)
- جوليان غونتر-شميت على موقع عالم كرة القدم.نت (الإنجليزية)